# Psychoma?
Psychoma? – wydany w 1998 roku album niemieckiego zespołu Diary of Dreams.

## Lista utworów
1. "(ver)Gift(et)?" – 	6:45
2. "Never Freeze" – 	5:09
3. "Methusalem" – 	6:38
4. "Luna(-tic)" – 	6:21
5. "Drop Dead" – 	7:08
6. "Touch" – 	0:58
7. "E.-dead-Motion" – 	8:02
8. "Never!Land" – 	6:25
9. "Wild" – 	6:00
10. "You(-das)" – 	4:56
11. "Tranceformation Baby" – 	6:38
12. "End(giftet)?" – 	6:36